# Kučići (Trebinje)
Pour les articles homonymes, voir Kučići.
Kučići (en serbe cyrillique : Кучићи) est un village de Bosnie-Herzégovine. Il est situé sur le territoire de la ville de Trebinje et dans la république serbe de Bosnie. Selon les premiers résultats du recensement bosnien de 2013, il compte 25 habitants.

## Géographie
Le village est entouré par les localités suivantes :
|           | Đedići | Lokvice |
| Krnjevići | Kučići | Lokvice |
|           | Cicina | Cicina  |

## Démographie

### Évolution historique de la population dans la localité
| 1948 | 1953 | 1961 | 1971 | 1981 | 1991 | 2013 |
| ---- | ---- | ---- | ---- | ---- | ---- | ---- |
| -    | -    | 21   | 24   | 14   | 13   | 25   |

|  |

### Répartition de la population par nationalités (1991)
En 1991, les 13 habitants du village étaient tous serbes.